# Hermann von Rex (General, 1820)
Hermann Gustav Clemens von Rex (* 28. Januar 1820 in Paderborn; † 19. Februar 1886 in Naumburg (Saale)) war ein preußischer Generalmajor.

## Leben

### Herkunft
Er war der Sohn des späteren preußischen Generalmajors Karl August Wilhelm von Rex (1774–1834) und dessen Ehefrau Marianne Auguste, geborene von Heßler (1793–1869). Der Generalleutnant Rudolf von Rex (1817–1892) war sein älterer Bruder.

### Militärkarriere
Rex besuchte die Kadettenanstalten in Potsdam und Berlin. Anschließend wurde er am 15. August 1838 als Sekondeleutnant dem 13. Infanterie-Regiment der Preußischen Armee in Münster überwiesen. 1847/48 war Rex zum 7. kombinierten Reservebataillon kommandiert. Er fungierte dann vom 31. März 1849 bis zum 22. Juni 1852 als Adjutant des II. Bataillons und wurde anschließend unter Beförderung zum Premierleutnant in das 39. Infanterie-Regiment (7. Reserve-Regiment) nach Mainz versetzt. Hier avancierte er im Juni 1854 zum Hauptmann und war 1855/56 als Kompanieführer beim Landwehrbataillon des Regiments tätig. Am 26. Juli 1856 folgt seine Ernennung zum Kompaniechef. In dieser Eigenschaft trat Rex am 8. Mai 1860 zum 17. kombinierten Infanterieregiment über, aus dem kurz darauf das 8. Westfälische Infanterie-Regiment (Nr. 57) entstand. Am 23. Februar 1861 wurde er nach Wesel in das 3. Westfälische Infanterie-Regiment Nr. 17 versetzt und stieg Mitte Februar 1864 zum Major auf. Als Kommandeur des I. Bataillons nahm Rex 1866 während des Krieges gegen Österreich an den Schlachten bei Münchengrätz sowie Königgrätz teil und wurde für seine Leistungen mit dem Roten Adlerorden IV. Klasse mit Schwertern ausgezeichnet.
Am 22. März 1868 avancierte Rex zum Oberstleutnant, wurde am 14. Juli 1870 Kommandeur des 3. Posenschen Infanterie-Regiments Nr. 58 und in dieser Stellung am 26. Juli 1870 Oberst. Sein Regiment führte er 1870/71 im Krieg gegen Frankreich im Verband der 9. Division in den Schlachten bei Weißenburg, Wörth und Sedan. Während der Belagerung von Paris erkrankte Rex und übergab Mitte Dezember 1870 kurzzeitig die Führung an Major von Klaß. Nach dem Friedensschluss kehrte er, ausgezeichnet mit beiden Klassen des Eisernen Kreuzes in die Garnison nach Glogau zurück. Krankheitsbedingt musste er einen mehrmonatigen Genesungsurlaub in Kissingen antreten. Da sich der Gesundheitszustand nicht besserte, erhielt Rex am 15. September 1874 mit dem Charakter als Generalmajor seinen Abschied mit der gesetzlichen Pension. Wilhelm I. würdigte ihn nach seiner Verabschiedung noch durch die Verleihung des Roten Adlerordens III. Klasse mit Schleife und Schwertern am Ringe.
Er war Rechtsritter des Johanniterordens.

### Familie
Rex hatte sich am 26. April 1860 in Beuchlitz mit Marie Luise Meta Herzog (1838–1894) verheiratet. Aus der Ehe gingen mehrere Kinder hervor:
- Klemens Friedrich Kurt (* 15. März 1861) ⚭ 1892 Katharina Beck (* 25. Juli 1869)
- Kurt Paul Wilhelm Adolf (* 4. Februar 1863), Generalmajor ⚭ 1890 Martha Röchling (* 31. August 1866)
- Paul Hermann Alexander (* 7. Oktober 1864)
- Meta marie Anna Luise (* 21. Mai 1868) ⚭ 1890 Paul Toelke († 13. November 1893), Premier-Lieutenant